# 上奈阿克 (紐約州)
上奈阿克（英語：Upper Nyack）是位於美國紐約州羅克蘭縣的村。

## 人口
根據2020年美國人口普查的數據，上奈阿克的面積為11.33平方千米，當中陸地面積為3.18平方千米，而水域面積為8.15平方千米。當地共有人口2015人，而人口密度為每平方千米178人。